# Cantón de Parrita
Parrita es el cantón número 9 de la provincia de Puntarenas, en la costa pacífica de Costa Rica. Está localizado en la región Pacífico Central del país.  Junto con el cantón de Monteverde y el cantón de Puerto Jiménez, son los únicos 3 cantones del país que cuentan con un único distrito.
Fue fundado el 5 de julio de 1971. Su cabecera es la ciudad de Parrita.

## Toponimia
El nombre del cantón según una versión popular se debe a que en el asentamiento original, vivía una señora de nombre Rita, que tenía un negocio, por lo que constantemente recibía encargos. En tal forma, a las personas que llevaban las encomiendas se les decía esto es pa'Rita, debido a que en el lenguaje cotidiano algunas veces, se utiliza la palabra pa, en lugar de para; lo cual al pronunciarlo en forma rápida se llegó a escuchar como Parrita.[cita requerida]

## Historia
El territorio que actualmente corresponde al cantón de Parrita, estuvo habitado por indígenas llamados huetares, que prefirieron albergarse en las áreas próximas a las costas; los cuales formaron parte reino de los Quepoa, en el litoral Pacífico, entre los ríos Pirrís y Térraba.
El descubridor de la región fue el conquistador español Gil González Dávila, en el año 1522; cuando se realizó el primer recorrido por tierra de nuestro territorio nacional desde el sector sureste del mismo hasta el poblado indígena de Avancari (hoy Abangaritos, cantón de Puntarenas). En 1563 Juan Vázquez de Coronado, pasó por la zona en su jornada a la parte sureste del país.
En 1924 llegó Agathón Lutz, alemán, que estableció la Compañía Agrícola y Comercial del Pirrís, con una finca para la explotación del cultivo del banano; cuyo sitio original fue donde actualmente se encuentra la hacienda La Ligia; los terrenos de esta compañía comprendían del río Pirrís hasta Paquita.
A raíz de la firma del contrato entre el Gobierno de la República de Costa Rica y la Compañía Bananera de Costa Rica, subsidiaria de la United Fruit and Company, en 1938, el valle del Pirrís fue escogido por esta compañía para iniciar sus operaciones con el cultivo del banano; lo cual originó que llegaran a la región gran cantidad de emigrantes, procedentes de la República de Nicaragua, Guanacaste y del Valle Central. La población comenzó a formarse en la margen este del río Pirrís; próximo a su desembocadura, en el sitio que se conoció como Barbudal; el cual poco a poco se fue extendiendo hacia el otro lado del río, en el lugar que se denominó La Julieta.
En decreto ejecutivo No 7 del 21 de abril de 1941, en el gobierno de Rafael Ángel Calderón Guardia, Parrita se constituyó en el distrito noveno del cantón de Puntarenas. Posteriormente, mediante decreto ley No 235 del 30 de octubre de 1948, Parrita se estableció como distrito 2.º del cantón de Aguirre, creado en esa oportunidad.
La primera iglesia se construyó en 1942, ubicada en Pueblo Nuevo, que se dedicó a San Antonio de Padua; el templo actual se construyó en 1967, localizada en La Julieta. En el arzobispado de monseñor Román Arrieta Villalobos, quinto arzobispo de Costa Rica, el 20 de junio de 1985, se erigió la parroquia, con advocación a San José, esposo de la Virgen María; la cual actualmente es sufragánea de la diócesis de San Isidro de El General, de la provincia eclesiástica de Costa Rica.
La primera escuela se estableció en 1942, en Pueblo Nuevo, con el nombre de Escuela Oficial de Parrita, hoy se denomina Escuela Parrita. El Colegio Técnico Profesional Industrial de Parrita, inició sus actividades docentes en 1973; en el segundo gobierno de José Figueres Ferrer; cuatro años después se inauguró su edificio. 
El edificio en el que hoy está el Colegio Técnico Profesional de Parrita fue construido por Marvin Carballo Vargas quién fue el segundo director de dicha institución, también durante su administración se edificaron los "internados" que servían para dar hospedaje al estudiantado que vivía en zonas remotas del cantón tales como: Playón, El Carmen, Río Seco, entre otras; para el 2012 se han convertido en aulas ya que en la administración de la directora Doris Salazar se empezó a brindar el servicio de transporte estudiantil para los estudiantes de dichas regiones. Promovió así mismo, Marvin Carballo la construcción de los talleres que ahora son de mecánica automotriz y aires acondicionados.
Debido a los problemas que surgieron en la comercialización del banano, como consecuencia de la Segunda Guerra Mundial, la Compañía Bananera de Costa Rica, desde 1945 comenzó a experimentar con el cultivo de la palma aceitera; que se sembró en un principio en la finca de Palo Seco. En 1951, se estableció en Damas, la primera planta procesadora de palma africana; desde 1956 sólo se cultiva este producto agrícola.
La cañería y alumbrado eléctrico fue establecido por la Compañía Bananera.
El 3 de enero de 1972, se llevó a cabo la primera sesión del Concejo de Parrita, integrado por los regidores propietarios, señores Mario Venegas Hidalgo, presidente; Jorge Quirós Lau, vicepresidente; Víctor Campos Castillo; Mario Soto Loría; y Natividad Monge Morales. El ejecutivo municipal fue Tobías Murillo Rodríguez y la secretaria municipal la señorita Grace Calvo Brenes.

### Cantonato
En ley No 4787 del 5 de julio de 1971, Parrita se constituyó como el cantón número nueve de la provincia de Puntarenas, con un distrito único. Se designó como cabecera el barrio del mismo nombre.
Parrita procede del cantón de Quepos, establecido este último en decreto Ley No 235, del 30 de octubre de 1948.

## Ubicación
Parrita posee límites con los cantones de  Quepos al este limitado por el río Pirrís (Damas), Garabito al oeste y Puriscal al norte con los ríos Tulín y Chires. Al sur limita con el Océano Pacífico.
Limita al este con Quepos, al norte con Puriscal, Acosta y Aserrí, al noreste con Tarrazú, al noroeste con Turrubares, al sur con el océano Pacífico, y al oeste con Garabito.
Los límites cantones de Parrita son:
- Norte: Puriscal, Acosta y Aserrí
- Noreste: Tarrazú
- Noroeste: Turrubares
- Oeste: Garabito
- Este: Quepos
- Sur: Océano Pacífico

## Geografía
Cantón de Parrita cuenta con un área de 483,22 km² y una altitud media de 23 m s. n. m.
La anchura máxima es de cuarenta y seis kilómetros, en dirección noreste a suroeste, desde la cima del cerro San Jerónimo hasta la desembocadura del río Tusubres, en el océano Pacífico.
Es una zona de intensidad sísmica: en 2004 un sismo en la zona causó preocupación en la cumbre de mandatarios iberoamericanos que tomaba lugar en Playa Herradura.
Frente a las costas de este cantón, se encuentra un volcán submarino que fue descubierto poco después del año 2000 por parte del OVSICORI y de un instituto de investigación oceanográfica y submarina holandés.

### Hidrografía
Parrita es un valle costero que es atravesado por el río del mismo nombre (Parrita), el cual es un río caudaloso, muy corto y de mucho arrastre de sedimentos que vuelve las llanuras parriteñas ricas para la agricultura. El río Parrita está conformado en su cuenta por los ríos Candelaria, Pirrís y Parrita. En su cuenca, posee un proyecto hidroeléctrico que se estrenó entre los años  2010-2011.

## División administrativa
El cantón posee un único distrito.
- Parrita

Luego de que el cantón de San Pablo creara el distrito de Rincón de Sabanilla en 2008 y hasta 2022 que se creó el cantón de Puerto Jiménez, Parrita fue el único cantón con la particularidad de constituir un distrito único.

### Leyes y decretos de creación y modificaciones
- Decreto Ejecutivo 7 de 21 de abril de 1941 (creación del distrito de Parrita del cantón de Puntarenas).
- Decreto 235 de 30 de octubre de 1948 (el distrito de Parrita se incorpora al cantón de Aguirre).
- Decreto 713 de 14 de septiembre de 1949 (límites del distrito de Parrita).
- Ley 3549 de 16 de septiembre de 1965 (límites del distrito de Jacó colindante con esta Unidad Administrativa).
- Ley 4787 de 5 de julio de 1971 (creación y límites del cantón, segregado del cantón de Aguirre).
- Ley 6512 de 25 de septiembre de 1980 (creación y límites del cantón de Garabito colindante con este cantón)

## Demografía
Para el año 2022, Cantón de Parrita cuenta con una población estimada de 20 068 habitantes, y para el último censo efectuado, en 2011, Cantón de Parrita contaba con una población de 16 115 habitantes.
De acuerdo al censo nacional del 2011, la población del cantón era de 16 115 habitantes, de los cuales, el 7,6 % nació en el extranjero. El mismo censo destaca que había 4833 viviendas ocupadas, de las cuales, el 51,4 % se encontraba en buen estado y había problemas de hacinamiento en el 6,3% de las viviendas. El 53,2% de sus habitantes vivían en áreas urbanas.
Entre otros datos, el nivel de alfabetismo del cantón es del 94,6%, con una escolaridad promedio de 6,5 años.
Para el año 2012 presentaba un índice de desarrollo humano de 0.768 según el Programa de las Naciones Unidas para el Desarrollo.

## Cultura
Entre los aspectos culturales, todos los años en febrero se celebra en el cantón el Festival de la Mulas, fiestas populares que incluyen conciertos, venta de comidas, exposiciones, tope, corridas de toros y la tradicional carrera de mulas.

## Economía
La economía del cantón depende de la producción agrícola, especialmente el cultivo de palma africana para exportación. Otra fuente de ingreso importante es el turismo, debido a la existencia de playas como playa Esterillos, además de ser zona de paso hacia las playas de Quepos y Manuel Antonio. Parrita sufre una aguda brecha socioeconómica: es uno de los 15 cantones que más crece en Costa Rica debido a proyectos turísticos y zonas hoteleras, pero esto no mejora las condiciones de vida de la población.
En Parrita son importantes la agricultura y el turismo. Existe producción de palma aceitera, piña, papaya, banano, melón, sandía y arroz. También en un tiempo fue una importante zona de cultivo acuícola y ganadera. En cuanto a turismo la zona no logra superar las expectativas de sus cantones vecinos Quepos y Jacó (Garabito). Aun así, Parrita posee paisajes y playas hermosas.
El censo nacional de 2011 detalla que la población económicamente activa se distribuye de la siguiente manera:
- Sector primario: 24,7 %
- Sector secundario: 19,2 %
- Sector terciario: 56,1 %

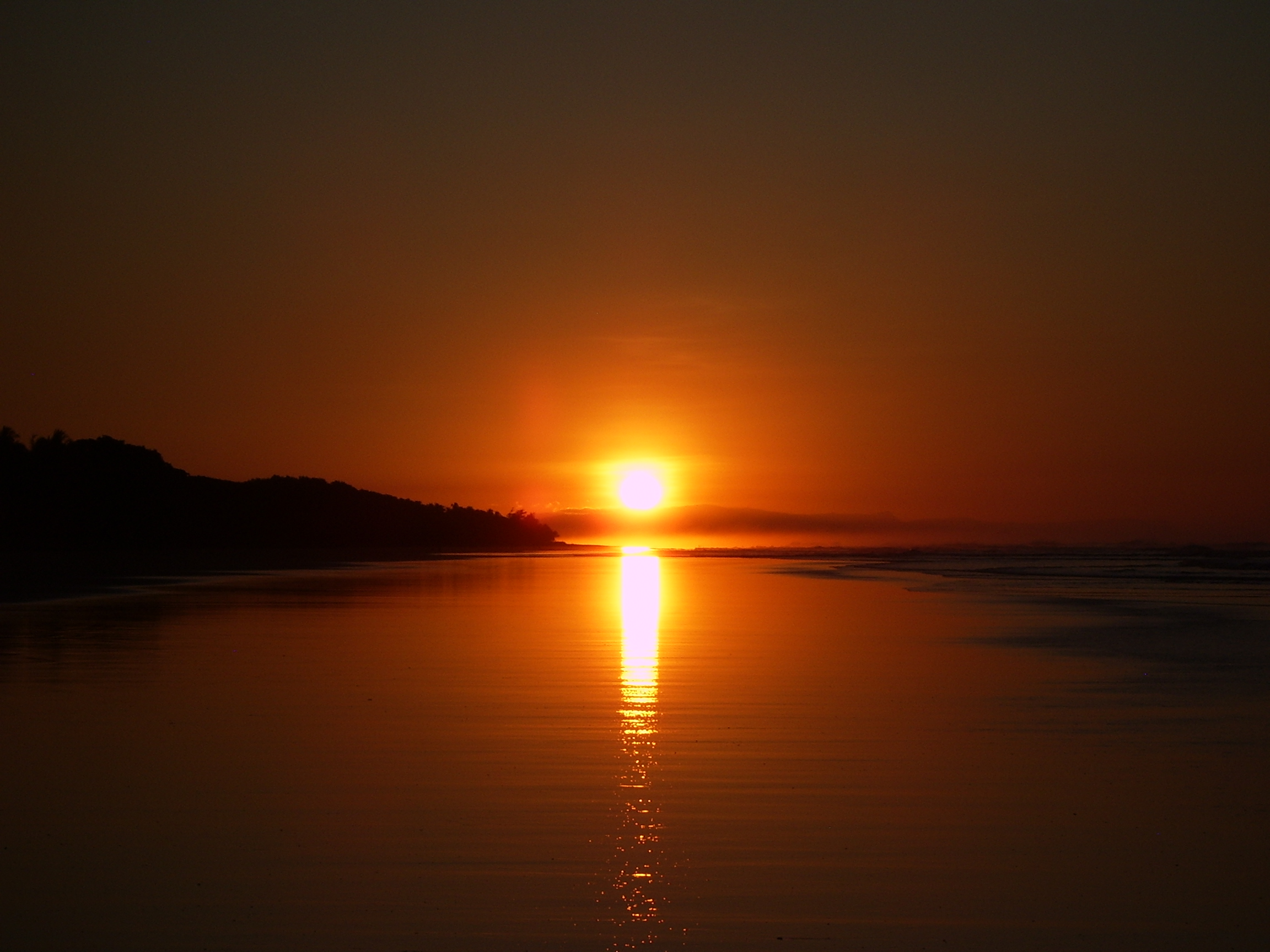
Atardecer en Playa Esterillos.
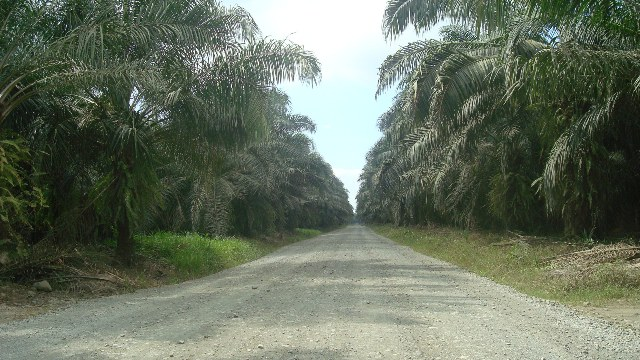
Plantación de palma africana en Parrita.